# Elektromotor
Eléktromotór je stroj, ki pretvarja električno energijo v mehansko. Uporablja se za pogon različnih strojev, vlakov, tramvajev in naprav. Njegovo gibanje povzročajo magnetna polja (razen pri elektrostatičnih motorjih).
Faraday je leta 1821 pokazal načelo pretvorbe električne energije v mehansko s pomočjo elektromagnetnih polj.
Elektromotorji se v grobem delijo na:
- motorje na enosmerni tok (DC)
- motorje na izmenični tok (AC)

## Zgodovina

### Enosmerni motorji
Verjetno je prvi elektromotor ustvaril škotski menih Andrew Gordon (1740-ta). Leta 1821 je Michael Faraday demonstriral pretvorbo električne energije v mehansko s pomočjo elektromagnetizma. Leta 1827 je Anyos Jedlik rešil tehnične probleme konstantnega vrtenja, z iznajdbo komutatorja. Leta 1828 je predstavil prvo napravo, ki je obsegala tri glavne komponente enosmernih motorjev: stator, rotor ter komutator. Naprava ni vsebovala magnetov, saj so magnetna polja skozi vse komponente ustvarili tokovi skozi njihova navitja.
Prus Moritz von Jacobi je maja 1834 dokončal prvi pravi električni motor. Njegov motor je postavi svetovni rekord, ki ga prekosil Jacobi sam štiri leta kasneje, septembra 1838. Drugi motor je bil dovolj močan, da je poganjal ladjo s štirinajstimi ljudmi čez široko reko.
Prvi komutator za enosmerni elektromotor, ki je bil sposoben obračati gred naprave, je izumil William Sturgeon leta 1832.
Njegovo delo je nadaljeval Thomas Davenport, ki je leta 1837 patentiral komutatorski enosmerni električni motor za namen komercialne rabe. Motor se je vrtel s 600 obrati na minuto in je poganjal naprave in tiskalni stroj. Zaradi visoke cene elektrike so bili motorji komercialno neuspešni in Davenport je bankrotiral. V tistem času namreč ni bilo električne distribucije, zato se vsi izumitelji za njim srečali z isto težavo - pomanjkanjem trga.
Leta 1855 je Jedlik ustvaril napravo s podobnim principom delovanja kot njegov prvi izum, ki je bila sposobna aplikativne uporabe. Istega leta je zgradil model električnega vozila.
Ključna točka razvoja enosmernih elektromotorjev je iz leta 1864, ko je  Antonio Pacinotti opisal armaturo (del motorja, ki se vrti) v obliki prstana s simetrično razporejenimi tuljavami, ki so kratkostično vezane same nase in povezane na komutator, katerega ščetke so dovajajo praktično nevalovit tok. 
Prvi komercialno uspešni enosmerni motorji sledijo iznajdbi Zenoba Gramma, ki je leta 1871 ponovno odkril Pacinottijev načrt. Ta je leta 1873 dokazal,  da se lahko njegov dinamo uporablja kot motor, kar je demonstriral na razstavi na Dunaju in v Filadelfiji na način povezave dveh enosmernih elektromotorjev motorja na razdalji 2 km, s tem, da je enega uporabljal kot generator.

### Izmenični elektromotorji
1824 Francoz Francois Arago formulira obstoj rotacijskega magnetnega polja (Aragove rotacije), ki jih Walter Baily demonstrira 1879 v obliki prvega primitivnega indukcijskega motorja.  V 1880-ih letih se izumitelji mučijo z razvojem motorjev na izmenično električno napetost, saj je uporabnost tovrstnega načina napajanja kljub zmožnosti prenosa na velike razdalje bistveno zmanjšana zaradi nezmožnosti poganjanja takratnih motorjev.
Prva izmenična induktivna motorja neodvisno izumita Galileo Ferraris (1885) in Nikola Tesla (1888). 1888 Akademija znanosti v Torinu objavi Ferrarrisove raziskave o podrobnostih delovanja motorja, sicer poleg zapiše, "da aparati, ki delujejo na tovrstnem principu delovanja niso komercialno pomembni kot motor."
1888 Tesla predstavi svoj papir Nov sistem za motorje z izmeničnim napajanjem in transformatorje ameriškemu inštitutu za električne inženirje, ki opisuje tri patentirane dvofazne statorsko štirifazne tipe motorjev:
1. s štiripolnim rotorjem, oziroma nesamozagonski reluktančni motor 
2. z navitim rotorjem, oziroma samozagonski asinhroni motor
3. z neodvisnim enosmernim napajanjem navitja rotorja, oziroma sinhroni motor
1887 Tesla sicer patentira tudi indukcijski motor z rotorjem s krajšim navitjem. George Westinghouse je brž kupil Teslove patente, ga zaposlil in določil C.F. Scotta, da mu pomaga, vendar je Tesla družbo čez dve leti zaradi drugih načrtov zapustil leta 1889. Konstantna hitrost izmeničnih indukcijskih motorjev ni bila primerna za tramvaje, vendar so Westinghouse inženirji adaptirali motor za uporabo v rudniku leta 1891.
Mihail Dolivo-Dobrovolski je v sklopu svoje promocije trifaznega izmeničnega napajanja izumil trifazni motor s kratkostično kletko in trinožni transformator leta 1890. Ta tip motorja se danes uporablja za veliko večino komercialnih aplikacij. Trdil je, da Teslov motor ni praktičen zaradi dvofaznih pulzacij, zaradi česar se je posvečal delu s tremi fazami.
Čeprav je Westinghouse leta 1892 ustvaril prvi indukcijski motor in 1893 razvil linijo polifaznih 60 Hz motorjev, so bili njihovi motorji dvofazni, do Lammejevega izuma učinkovite kratkostične kletke. General Electric Company je začela razvijat trifazne indukcijske motorje 1891. 1896 so General Electric in Westinghouse podpisali licenčno pogodbo za to obliko kratkostične kletke (squirell-cage rotor).
Indukcijski motorji so zaradi teh inovacij dosegali vedno večje moči, tako da ima današnji motor s 100 konjskimi močni enake dimenzije kot motor s 7.5 konjskimi močmi leta 1897.

## Motorji na enosmerni tok
Motorji na enosmerni tok so namenjeni priključitvi na vir enosmerne napetosti.
Glavni sestavni deli takšnih motorjev so:
- stator (nepomični del motorja)
- rotor (vrteči se del)
- komutator, ki je del rotorja in predstavlja mehanski usmernik.
- ščetke oz. krtačke, ki se dotikajo komutatorja in služijo prevajanju toka.

Enosmerni motorji s komutatorjem so bili do pojava motorjev na izmenični tok edina vrsta elektromotorjev. Ravno tako so se dolgo časa uporabljali za realizacijo reguliranih električnih pogonov, saj je možno navor in vrtilno hitrost enostavno spreminjati s spreminjanjem rotorskega in statorskega toka. Problem takih motorjev sta zapletenost izvedbe in občutljivost zaradi komutatorja in ščetk. Zaradi iskrenja, ki izvira iz ščetk in komutatorja, taki motorji niso najbolj primerni za okolja z eksplozivno atmosfero.
Obstajajo tudi brezkrtačni (brushless) motorji, kjer ni komutatorja in z njim povezanih težav. Zasnova takega motorja je praktično enaka kot pri sinhronih motorjih na izmenični tok. Stator ima več faz (vsaj 3), rotor pa je izdelan iz trajnega magneta. Za komutacijo tu namesto komutatorja skrbi elektronika, ki s pomočjo informacije o položaju rotorja, dobljene iz ene ali več Hallovih sond preklaplja napajanje statorskih faz tako, da nastane vrtilno magnetno polje. Taki motorji so robustni in se precej uporabljajo za motorje zelo majhnih moči (npr. za pogon majhnih ventilatorjev v osebnih računalnikih).

## Motorji na izmenični tok
Motorji na izmenični tok so namenjeni priključitvi na vir enosmerne napetosti. Ti motorji so se pojavili po odkritju vrtilnega magnetnega polja (Nikola Tesla, 1882) in danes predstavljajo pomemben delež električnih motorjev.
Motorji na izmenični tok imajo dva glavna sestavna dela: stator in rotor. Na stator je nameščeno večfazno (navadno trifazno) navitje. Zaradi krajevnega premika faznih navitij in faznega premika faznih napetosti nastane vrtilno magnetno polje, katerega amplituda je konstantna. Slednji ustvarja elektromagnetni navor, ki vrti rotor. Vrtilno hitrost teh motorjev pogojuje električno omrežje, na katerega so priključeni.
Motorji na izmenični tok se delijo glede na vrtilno hitrost rotorja:
- Sinhroni motorji - rotor se vrti z enako vrtilno hitrostjo, kot vrtilno magnetno polje. Rotor je zasnovan kot večpolni elektromagnet, napajan z enosmernim tokom ali pa trajni magnet (za manjše motorje).

Sinhroni motorji imajo zaradi svojih lastnosti od obremenitve praktično neodvisno vrtilno hitrost (trda karakteristika) in se uporabljajo za aplikacije, kjer je zahtevana konstantna hitrost vrtenja (npr. navijalni stroji, močno obremenjeni pogoni, časovni mehanizmi, itd). Tak motor sam ne more steči, zato je za zagon potreben zunanji pogon, ki ga pred vključitvijo na električno omrežje zavrti do sinhrone hitrosti, ki jo narekuje omrežje. 
Če je tak motor mehansko preobremenjen, pade iz sinhronima in se ustavi. Preobremenitve takih motorjev so lahko do dvakratne nazivne obremenitve (kratkotrajno). 
Na enak način kot sinhroni motorji so zasnovani tudi sinhroni generatorji, ki so danes najpogostejša oblika generatorjev v (predvsem večjih) elektrarnah.
- Asinhroni motorji - rotor se vrti nekoliko počasneje kot vrtilno magnetno polje. Rotor je lahko izveden s trifaznim navitjem in drsnimi obroči, kar omogoča tudi težje zagone z uporabo dodatnih uporov v rotorskem tokokrogu, ki se tekom zagona zmanjšujejo (ročno ali avtomatsko z vrtilno hitrostjo). Lahko pa je rotor izdelan v obliki kratkostične kletke, ki jo sestavlja večje število medsebojno povezanih palic iz bakra ali aluminija. Slednja izvedba rotorja je preprostejša in bolj robustna, zato se najpogosteje uporablja.

Asinhroni motorji so danes uporabljeni za večino električnih pogonov. Pri njih vrtilna hitrost rotorja pada z obremenitvijo (mehka karakteristika). Razlika med vrtilno hitrostjo rotorja in vrtilno hitrostjo magnetnega polja se imenuje slip in se po navadi izraža v procentih. Vrednost slipa pri motorskem načinu obratovanja je med 0 (razbremenjen motor) in 1 (zavrt rotor), pri nazivni obremenitvi pa znese nekaj odstotkov.
Ti motorji so zmožni kratkotrajno prenesti velike preobremenitve (cca. 3-krat večje od nazivne mehanske obremenitve, posebne izvedbe tudi nekoliko več). 
- Univerzalni motorji so po zasnovi enaki kot enosmerni motorji. Značilnost teh motorjev je visoka vrtilna hitrost (nekaj tisoč ali celo nekaj 10000 vrtljajev v minuti), ki ni pogojena s frekvenco omrežne napetosti. Ravno zato ti motorji pri majhnih dimenzijah in masi lahko dosežejo veliko moč in se precej uporabljajo za pogon manjših strojev (kotne brusilke, vrtalni stroji, sesalniki za prah, ...).